# Вобль-Вальфен
Вобль-Вальфен (фр. Vosbles-Valfin) — муніципалітет у Франції, у регіоні Бургундія-Франш-Конте, департамент Жура. Вобль-Вальфен утворено 1-1-2018 шляхом злиття муніципалітетів Вальфен-сюр-Валуз i Вобль. Адміністративним центром муніципалітету є Вобль. Населення — 185 осіб (01.01.2021).